# فريدريك كارل أندرياس
فريدريك كارل أندرياس (بالألمانية: Friedrich Carl Andreas)‏ هو مستشرق ألماني، ولد في 14 أبريل 1846 في جاكرتا في إندونيسيا، وتوفي في 3 أكتوبر 1930 في غوتينغن في ألمانيا.